# Benjamin Morel
Benjamin Morel (Caen, 10 giugno 1987) è un ex calciatore francese, di ruolo attaccante.

## Carriera
Ha giocato nella massima serie dei campionati francese, sloveno e bulgaro.